# Ragnar Holmer
Ragnar Anders Holmer, född 24 augusti 1872 i Kristianstad, död 18 augusti 1933 i Malmö, var en svensk elektroingenjör.
Efter mogenhetsexamen 1889 utexaminerades Holmer från Kungliga Tekniska högskolan 1893. Han var anställd som ingenjör hos Siemens tekniska byrå i Stockholm 1894–1898, hos Svenska AB Siemens & Halske i Stockholm 1898–1902, var verkställande direktör i nämnda bolag 1902–1904, anställd vid marinförvaltningen 1904–1906, vid Elektriska prövningsanstalten 1906 och från sistnämnda år vid elektriska inspektionen som statsinspektör, i denna befattning verkade han till sin bortgång. Han var ordförande i Svenska Teknologföreningens avdelning för elektroteknik 1925–1927. Han var verksam inom branschens standardiseringsverksamhet och valdes till ordförande i Föreningen för elektricitetens rationella användning (FERA) vid dess bildande 1927.
Sedan åtskilliga år tillbaka var Holmer på uppdrag av Svenska elektricitetsverksföreningen sysselsatt med utarbetande av förslag till nya säkerhetsföreskrifter för elektriska anläggningar. Vid hans bortgång var detta arbete till större delen färdigt beträffande den mest omfattande delen, nämligen svagströmsanläggningarna. Han ledde redigerandet av de installationsföreskrifter, som 1933 utgavs av Svenska elektricitetsverksföreningen. Han var en av de tre sakkunniga, som av Kungl. Maj:t i början av 1933 utsågs för att verkställa en utredning rörande kontrollen över elektriska starkströmsanläggningar och andra i samband därmed stående frågor. Holmer är begravd på Östra begravningsplatsen i Kristianstad.